# Фланёр

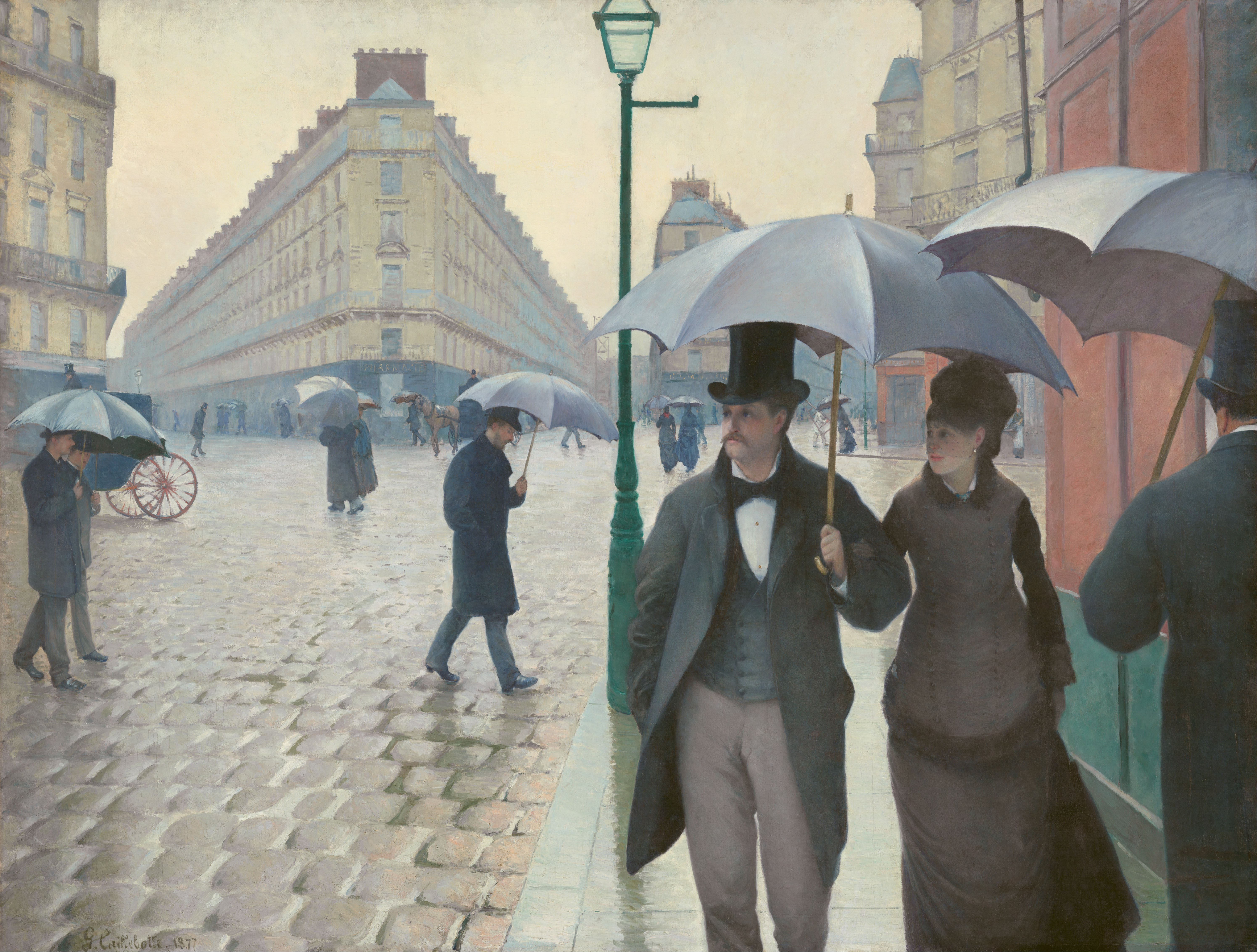
«Дождливый день в Батиньольском квартале» (1877) — классическая зарисовка османизированного Парижа.

Фланёр (фр. flâneur, «гуляющий») — тип горожанина, впервые отмеченный в Париже середины XIX века (также boulevardier). Фланирование означало гуляние по бульварам с целью развлечения и получения удовольствия от наблюдения городской жизни.
Во французских текстах появление слова фланёр датируется XVI—XVII веками. Первые попытки уточнить его значение были даны в первой половине XIX века. Сент-Бёв писал, что фланирование есть «нечто прямо противоположное безделью», а Бальзак описывает фланёрство как «гастрономию для глаз».
Первый гимн русским фланёрам пропел Гоголь в знаменитом вступлении к повести «Невский проспект» (1834). Фланёрством заняты и многие герои раннего Достоевского, который в 1846 г. собирался издавать альманах «Зубоскал», где повествование должен был вести «единственный фланер, уродившийся на петербургской почве».
В 1840 году Эдгар По написал рассказ о преследовании одним человеком другого по переполненным людьми улицам Лондона («Человек толпы», 1840). Под влиянием По к разбору феномена фланирования обратился в статье «Поэт современной жизни» (1863) Шарль Бодлер:

Толпа — его стихия, так же как воздух — стихия птиц, а вода — стихия рыб. Его страсть и призвание в том, чтобы слиться с толпой. Бескорыстно любознательный человек, ненасытный наблюдатель испытывает огромное наслаждение, смешиваясь и сживаясь с людской массой, с ее суетой, движением, летучей изменчивостью и бесконечностью. Жить вне дома и при этом чувствовать себя дома повсюду, видеть мир, быть в самой его гуще и остаться от него скрытым — вот некоторые из радостей этих независимых, страстных и самобытных натур, которые наш язык бессилен исчерпывающе описать. Наблюдатель — это принц, повсюду сохраняющий инкогнито. Поклонник жизни делает весь мир своей семьей. Тот, кто движим любовью к жизни мира, проникает в толпу, словно в исполинскую электрическую батарею. Он подобен зеркалу, такому же огромному, как сама эта толпа; он подобен наделенному сознанием калейдоскопу, в каждом узоре которого отражается многообразие жизни и изменчивая красота всех ее элементов.
Анализируя текст Бодлера, Вальтер Беньямин определяет фланера как гуляющего горожанина, заинтригованного драмами городской жизни, ценителя её тайн и удовольствий. Понятие несёт в себе богатый ассоциативный ряд: это и человек, пытающийся получить удовольствие, и бездельник, и городской эксперт, и просто ценитель уличной жизни.
Виктор Фурнель в своей книге «Что каждый видит на улицах Парижа» (1867) посвятил искусству фланирования целую главу. Для Фурнеля это не праздное препровождение времени, а способ постижения городской панорамы во всём её непостижимом разнообразии, своего рода сменяющаяся фотография городского опыта (un daguerréotype mobile et passioné).
Постепенно образ, рождённый в литературе, начинает трансформироваться в символическую фигуру горожанина, становящуюся предметом исследования урбанистики, начинает пониматься как явление модерна.